# Coelioxys polycentris
Coelioxys polycentris är en biart som beskrevs av Förster 1853. Coelioxys polycentris ingår i släktet kägelbin, och familjen buksamlarbin. Inga underarter finns listade i Catalogue of Life.